# Ла Паррала
Ла Паррала (настоящие имя и фамилия — Долорес Парралес Морено) (исп. La Parrala; 1845, Могер, Уэльва, Андалусия — 1915, Севилья) — испанская певица
, исполнительница фламенко.

## Биография
Как артистка сформировалась в Севилье, в её творчестве было много серенад, песен сегидильи, в частности, солеа.

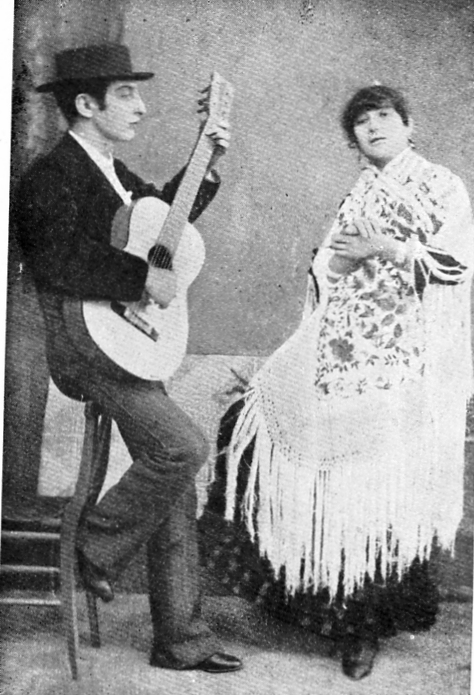
Пако де Лусена и Ла Паррала

Была замужем за гитаристом Пако де Лусена, которого специалисты считали одним из основных мастеров андалузской гитары XX века. В 1880-х годах выступала в Испании и Франции.
Испанский поэт Федерико Гарсиа Лорка посвятил ей своё стихотворение «В кафе»
В зелёных глубинах зеркал

лампы мерцают устало.

На тёмном помосте, одна, в глубине

застывшего зала,

хочет со смертью вести разговор

Паррала.

Зовёт.

Но та не являет лица.

Зовет её снова.

Сердца,

сердца сотрясают рыданья.

А в зеркалах, зеленея,

колеблются шлейфов шелка,

как змеи.

(перевод М. Самаева)